# Mario Tennis
Mario Tennis är en TV-spelserie till Nintendos konsoler, där Mario och hans vänner utövar sporten tennis. Spelserien hade premiär år 1995 med spelet Mario's Tennis till Virtual Boy. Fem år senare, år 2000 släpptes Mario Tennis till Nintendo 64. Det senaste spelet i serien är Mario Tennis Aces till Nintendo Switch som släpptes år 2018.

## Spel i serien
- Mario's Tennis - Virtual Boy (1995)
- Mario Tennis - Nintendo 64 (2000)
- Mario Tennis - Game Boy Color (2000)
- Mario Power Tennis - Nintendo GameCube (2004)
- Mario Tennis: Power Tour - Game Boy Advance (2005)
- Mario Tennis Open - Nintendo 3DS (2012)
- Mario Tennis: Ultra Smash - Wii U (2015)
- Mario Tennis Aces - Nintendo Switch - (2018)